# Тоні Гібберт
Тоні Гібберт (англ. Tony Hibbert, нар. 20 лютого 1981, Ліверпуль) — англійський футболіст, захисник клубу «Евертон».

## Ігрова кар'єра
Народився 20 лютого 1981 року в місті Ліверпуль. Вихованець футбольної школи клубу «Евертон». Дорослу футбольну кар'єру розпочав 2000 року в основній команді того ж клубу, кольори якої захищає й донині.